# Aroenkoemar Ramdhani
Aroenkoemar (Aroen, Ro) Ramdhani is een Surinaams politicus. Hij is lid van de Nationale Democratische Partij (NDP). Van 2011 tot 2014 was hij districtscommissaris (dc) van Saramacca en daarna tot 2016 van Coronie.

## Biografie
Ramdhani was voor het district Saramacca ondervoorzitter van de districtsraad als lid van de NDP. Op 19 januari 2011 was hij door het lokale NDP-bestuur benoemd tot de beoogd opvolger van Mandrachaldebie Ghisaidoobe als dc. De ceremonie was voor die dag voorbereid en de inhuldiging zou worden bijgewoond door partijgenoot en president Desi Bouterse, vicepresident Robert Ameerali en de minister van Regionale Ontwikkeling (RO) Linus Diko. Naar verluidt waren op de feestelijke beëdiging rond de duizend mensen afgekomen. Het hoofdbestuur in Paramaribo had echter Roline Samsoedien naar voren geschoven als favoriete kandidaat, waardoor de topdelegatie uit Paramaribo zonder formele afzegging wegbleef op de plechtigheid.
Een week later werd Samsoedien geïnstalleerd als waarnemend dc. De formele reden hiervoor was omdat Ramdhani's antecentenonderzoek nog rond moest komen. Hierna werd tijd besteed waarin Ramdhani stage liep bij Samsoedien. De beëdiging van Ramdhani tot dc van Saramacca vond uiteindelijk op 17 augustus 2011 plaats. Bij zijn beëdiging vermaande minister Diko hem nog dat hij Saramacca moest gaan dienen "als de vertegenwoordiger van de regering."
Tijdens zijn termijn kreeg hij in april 2012 te maken met wateroverlast in onder meer Lareco. Een dam begaf het toen door springvloed. Met financiering door Staatsolie nam hij hierop maatregelen om de gevolgen van springvloed in de toekomst te voorkomen. In juni 2012 werd het gebied getroffen door zware rukwinden die de daken van vijf huizen in Calcutta afrukten. Verder werd tijdens zijn bestuur onder meer het districtscommissariaat uitgebreid. Voor alleen al 2012 diende hij 77 projecten in bij het ministerie.
In april 2014, een jaar voor de verkiezingen, hield Bouterse een herschikking (reshuffle) onder de districtscommissarissen van Suriname en werd Ramdhani overgeplaatst naar Coronie, het kleinste district van Suriname. Hier volgde hij Harrold Sijlbing op nadat die had aangekondigd met pensioen te gaan. Tijdens zijn dc-schap in Coronie bleef Ramdhani in Saramacca wonen.
Tijdens de reshuffling in juni 2016 werden Ramdhani en twee andere dc's door minister Edgar Dikan (RO) uit hun functie gezet. Zijn post werd tijdelijk waargenomen door Wedprekash Joeloemsingh, de dc van Nickerie. Net als bij andere dc's na herschikkingen, werd ook zijn loonbetaling in stand gehouden.